# Cámara de Representantes de Colombia
La Cámara de Representantes es una de las dos cámaras del Congreso de la República de Colombia, forma parte de la rama legislativa. La Cámara es un cuerpo colegiado de representación directa que es elegido por votación popular cada cuatro años.
La composición o poderes de la Cámara de Representantes se encuentran estipulados en el Título VI de la Constitución Política de Colombia o en la Ley 5 de 1992. Actualmente la Cámara de Representantes está compuesta por 188 miembros: 161 representantes elegidos en circunscripción territorial, por cada departamento o el Distrito Capital; 16 por circunscripciones transitorias especiales de paz para las víctimas del conflicto armado; dos para las comunidades afrodescendientes; uno para los indígenas; uno para los colombianos residentes en el exterior (antes de 2018 eran dos, uno de los cuales fue reemplazado por un asiento para la comunidad raizal, el cual no se ha elegido por falta de reglamentación); y un representante adicional que corresponde al candidato a la vicepresidencia de la fórmula que haya ocupado el segundo lugar en las elecciones presidenciales. Además, o en concordancia con lo pactado en el acuerdo de paz con las FARC, a ese grupo le fueron otorgados 5 asientos para los periodos legislativos 2018-2022 y 2022-2026.
Al igual que el Senado, la Cámara de Representantes cumple una función constituyente, una función legislativa, una función electoral, una función judicial, de protocolo y de control político dentro de la rama legislativa.

## Funciones y atribuciones
- Función constituyente: El Congreso en pleno (Cámara y Senado) está facultado para hacer reformas a la Constitución por medio de proyectos de acto legislativo que deben tramitarse en dos vueltas, lo que equivale a cuatro debates: dos en comisión o dos en plenarias de la Cámara.[4]
- Función legislativa: La Cámara de Representantes de la República de Colombia, tiene la facultad de elaborar las leyes. Para el trámite de éstas, se requieren cuatro debates.[4]
- Función electoral: La Cámara de Representantes es la encargada de elegir al defensor del pueblo. Así mismo el Congreso de la República, Cámara y Senado, elige al contralor General de la República, a los magistrados de las Altas Cortes o los de la Sala Disciplinaria del Consejo Superior de la Judicatura.[4]
- Función judicial: La Cámara de Representantes está autorizada para investigar o acusar al presidente de la República. De igual manera el Congreso en general tiene la facultad de juzgar excepcionalmente a los altos funcionarios del Estado.[4]
- Función de Control Político: Es la función constitucional de vigilancia que tiene el Congreso de la República de Colombia para las acciones u omisiones que los funcionarios del Estado, especialmente aquellos que pertenecen al Poder Ejecutivo. También, puede requerir información acerca de las funciones o desarrollo de la misma rama.[5] La citación es un mecanismo de control político con que cuentan los congresistas para indagar sobre las acciones y/u omisiones de los funcionarios del Estado, así como para obtener información relevante de su gestión. Así mismo, existen las invitaciones que se hacen a funcionarios para que expliquen y amplíen algunas actuaciones relacionadas con sus funciones.[5]
- Funciones de Protocolo: Las funciones protocolarias del Congreso pleno son: La toma del juramento al presidente de la República, por parte del presidente del Senado, quien preside el Congreso el día de su posesión, el otorgamiento de honores a personajes de la vida pública nacional y la recepción de jefes de Estado o de Gobierno de otras naciones.[6]
- Atribuciones especiales: La Cámara de Representantes tiene atribuciones especiales. A esta le corresponde elegir al defensor del pueblo, examinar las cuentas que sobre el presupuesto general de la Nación le presente el contralor general de la República, conocer e investigar las denuncias que hagan el fiscal general de la Nación o cualquier ciudadano contra el presidente de la República, los magistrados de las Altas Cortes y el fiscal general de la Nación. Igualmente es la encargada de acusar ante el Senado a los mismos funcionarios para que esta corporación adelante los juicios a que haya lugar.[6]

## Comisiones permanentes
El Congreso de la República de Colombia divide su trabajo legislativo en dos fases, la primera se desarrolla en comisiones especializadas por temas y la segunda en las plenarias donde se aprueban, modifican o rechazan las iniciativas trabajadas en las comisiones, las Comisiones Constitucionales Permanentes son comunes para ambas cámaras del Congreso. Existen cuatro tipos de comisiones: las constitucionales permanentes, las legales, las especiales y las accidentales.

### Comisión I
En la Comisión Primera, se tratan los temas referentes a: Reforma constitucional, organización territorial, reglamentos de los organismos de control, normas generales sobre contratación administrativa, de los derechos, garantías y deberes, rama legislativa, políticas para la paz, asuntos étnicos. La Comisión Primera está compuesta por 22 miembros en el Senado y 41 en la Cámara de Representantes.

### Comisión II
En la Comisión Segunda se tratan los temas referentes a: Política internacional, defensa nacional y fuerza pública, comercio exterior e integración económica, fronteras, extranjeros, monumentos públicos. La Comisión Segunda está compuesta por 13 miembros en el Senado y 20 miembros en la Cámara de Representantes.

### Comisión III
En la Comisión Tercera se tratan los temas referentes a: Hacienda y crédito público, impuestos, regulación económica y Planeación Nacional. La Comisión Tercera está compuesta por 17 miembros del Senado y 33 miembros en la Cámara de Representantes.

### Comisión IV
En la Comisión Cuarta se tratan los temas referentes a:Leyes orgánicas de presupuesto, control fiscal, patentes y marcas, organización de establecimientos públicos nacionales, control de calidad y precios y contratación administrativa. La Comisión Cuarta está compuesta por 15 miembros en el Senado y 29 miembros en la Cámara de Representantes.

### Comisión V
En la Comisión Quinta se tratan los temas referentes a: Régimen agropecuario, ecología y medio ambiente, corporaciones autónomas regionales. La Comisión Quinta está compuesta por 14 miembros en el Senado y 23 miembros en la Cámara de Representantes.

### Comisión VI
En la Comisión Sexta se tratan los temas referentes a: Comunicaciones, calamidades públicas, servicios públicos. Investigación científica y tecnología, transporte, turismo, educación y cultura. La Comisión Sexta está compuesta por 13 miembros en el Senado y 20 miembros en la Cámara de Representantes.

### Comisión VII
En la Comisión Séptima se tratan los temas referentes a: Estatuto del servidor público, régimen salarial y prestacional del servicio público, organizaciones sindicales, seguridad social, deportes y salud, vivienda, asuntos de la mujer y la familia. La Comisión Séptima está compuesta por 14 miembros en el Senado y 21 miembros en la Cámara de Representantes.

## Comisiones legales

### Comisión de derechos humanos y audiencias
Está compuesta por 10 miembros en el Senado y 15 en la Cámara. Ésta se encarga de defender los derechos humanos, vigilar y controlar a toda autoridad encargada de velar por el respeto a los mismos y de promover las acciones pertinentes en caso de incumplimiento.
Adicionalmente, tramita las observaciones que por escrito hagan llegar los ciudadanos con respecto a un proyecto de ley o de acto legislativo y hace seguimiento a los ejercicios reales y efectivos de los derechos de las mujeres en los ámbitos donde se desarrolle, sean estos privados o públicos.

### Comisión de ética y estatuto del congresista
Está compuesta por 11 miembros en el Senado y 17 en la Cámara. Esta comisión conoce del conflicto de intereses y de las violaciones al régimen de incompatibilidades e inhabilidades de los congresistas, del comportamiento indecoroso, irregular o inmoral, que pueda afectar a alguno de los miembros del Legislativo en su gestión pública, de conformidad con el Código de ética expedido por el Congreso. Sus pronunciamientos son reservados y deben contar con la unanimidad de sus miembros.

### Comisión de acreditación documental
Está compuesta por cinco miembros de cada corporación elegidos para el período constitucional de cuatro años. Tiene a su cargo recibir la identificación de los congresistas electos previo envío de la lista correspondiente, por parte de la autoridad electoral y revisar de los documentos que acrediten las calidades exigidas de quienes aspiran a ocupar cargos de elección del Congreso o de las Cámaras Legislativas, estos serán revisados por la Comisión dentro de los cinco días siguientes a su presentación.

### Comisión legal de cuentas
Su función constitucional y legal es la aprobación o no de los resultados del balance general y del estado de pérdidas y ganancias de los estados financieros de la Nación.

### Comisión de investigación y acusación
Está compuesta por 15 miembros. Está encargada de preparar proyectos de acusación cuando hubiera causas constitucionales al presidente, a los magistrados de la Corte Constitucional, de la Corte Suprema de Justicia y del Consejo de Estado. Igualmente, a los miembros del Consejo Superior de la Judicatura y al fiscal general de la Nación.

### Comisiones accidentales
Igualmente, la Cámara o el Senado pueden conformar Comisiones Accidentales para el cumplimiento de funciones y misiones específicas. Entre ellas están las que requieren el desplazamiento de congresistas al exterior o las de mediación, cuyo objeto primordial es lograr la conciliación de textos y/o artículos divergentes que se presenten en los proyectos aprobados.

## Historia
- Cronología de los partidos políticos que han llegado a tener representación en la Cámara de Representantes

| 1990                       | 1990        | 1990        | 1990        | 1990        | 1990        | 1990        | 1990               | 1990               | 2000               | 2000               | 2000               | 2000               | 2000               | 2000               | 2000               | 2000               | 2000               | 2000               | 2010                 | 2010                 | 2010                 | 2010                 | 2010                 | 2010                 | 2010                 | 2010                 | 2010                 | 2010                 | 2020                 | 2020                 | 2020                 | 2020                 | 2020                 |
| 1                          | 2           | 3           | 4           | 5           | 6           | 7           | 8                  | 9                  | 0                  | 1                  | 2                  | 3                  | 4                  | 5                  | 6                  | 7                  | 8                  | 9                  | 0                    | 1                    | 2                    | 3                    | 4                    | 5                    | 6                    | 7                    | 8                    | 9                    | 0                    | 1                    | 2                    | 3                    | 4                    |
| Liberal                    | Liberal     | Liberal     | Liberal     | Liberal     | Liberal     | Liberal     | Liberal            | Liberal            | Liberal            | Liberal            | Liberal            | Liberal            | Liberal            | Liberal            | Liberal            | Liberal            | Liberal            | Liberal            | Liberal              | Liberal              | Liberal              | Liberal              | Liberal              | Liberal              | Liberal              | Liberal              | Liberal              | Liberal              | Liberal              | Liberal              | Liberal              | Liberal              | Liberal              |
| Liberal                    | Liberal     | Liberal     | Liberal     | Liberal     | Liberal     | Liberal     | Liberal            | Liberal            | Liberal            | Liberal            | Liberal            | Liberal            | Liberal            | Liberal            | Unión de la Gente  |                    |                    |                    |                      |                      |                      |                      |                      |                      |                      |                      |                      |                      |                      |                      |                      |                      |                      |
| Conservador                | Conservador | Conservador | Conservador | Conservador | Conservador | Conservador | Conservador        | Conservador        | Conservador        | Conservador        | Conservador        | Conservador        | Conservador        | Conservador        | Conservador        | Conservador        | Conservador        | Conservador        | Conservador          | Conservador          | Conservador          | Conservador          | Conservador          | Conservador          | Conservador          | Conservador          | Conservador          | Conservador          | Conservador          | Conservador          | Conservador          | Conservador          | Conservador          |
| Conservador                | Conservador | Conservador | Conservador | Conservador | Conservador | Conservador | Conservador        | Conservador        | Conservador        | Conservador        | Radical            |                    |                    |                    |                    |                    |                    |                    |                      |                      |                      |                      |                      |                      |                      |                      |                      |                      |                      |                      |                      |                      |                      |
| Conservador                | Conservador | Conservador | Conservador | Conservador | Conservador | Conservador | NFD                |                    |                    |                    |                    |                    |                    |                    |                    |                    |                    |                    |                      |                      |                      |                      |                      |                      |                      |                      |                      |                      |                      |                      |                      |                      |                      |
| M-19                       | M-19        | M-19        | M-19        | M-19        | M-19        | M-19        | Progresista        | Progresista        | Progresista        | Progresista        | Social             | Social             | Social             | Social             | Polo Democrático   | Polo Democrático   | Polo Democrático   | Polo Democrático   | Polo Democrático     | Polo Democrático     | Polo Democrático     | Polo Democrático     | Polo Democrático     | Polo Democrático     | Polo Democrático     | Polo Democrático     | Polo Democrático     | Democrático          | Democrático          | Democrático          | PH                   | PH                   | PH                   |
| Patriótico                 | Patriótico  | Patriótico  |             |             |             |             | Progresista        | Progresista        | Progresista        | Progresista        | Social             | Social             | Social             | Social             | Polo Democrático   | Polo Democrático   | Polo Democrático   | Polo Democrático   | Polo Democrático     | Polo Democrático     | Polo Democrático     | Polo Democrático     | Polo Democrático     | Polo Democrático     | Polo Democrático     | Polo Democrático     | Polo Democrático     | Decentes             | Decentes             | Decentes             | PH                   | PH                   | PH                   |
| Patriótico                 | Patriótico  | Patriótico  |             |             |             |             |                    |                    |                    |                    |                    | Verde              |                    |                    |                    |                    |                    |                    |                      |                      |                      |                      |                      |                      |                      |                      |                      |                      |                      |                      |                      |                      |                      |
|                            |             |             |             |             |             |             |                    |                    |                    |                    | Equipo Colombia    | Equipo Colombia    | Equipo Colombia    | Equipo Colombia    | Equipo Colombia    | Equipo Colombia    | Equipo Colombia    | Equipo Colombia    | Equipo Colombia      | Equipo Colombia      | Equipo Colombia      | Equipo Colombia      | Centro Democrático   | Centro Democrático   | Centro Democrático   | Centro Democrático   | Centro Democrático   | Centro Democrático   | Centro Democrático   | Centro Democrático   | CD                   | CD                   | CD                   |
|                            |             |             |             |             |             |             |                    |                    |                    |                    | Convergencia       | Convergencia       | Convergencia       | Convergencia       | Convergencia       | Convergencia       | Convergencia       | Convergencia       | Opción Ciudadana     | Opción Ciudadana     | Opción Ciudadana     | Opción Ciudadana     | Opción Ciudadana     | Opción Ciudadana     | Opción Ciudadana     | Opción Ciudadana     | Opción Ciudadana     | Opción Ciudadana     | Opción Ciudadana     | Opción Ciudadana     | CD                   | CD                   | CD                   |
|                            |             |             |             |             |             |             |                    |                    |                    |                    |                    |                    |                    |                    | CD                 |                    |                    |                    | Opción Ciudadana     | Opción Ciudadana     | Opción Ciudadana     | Opción Ciudadana     | Opción Ciudadana     | Opción Ciudadana     | Opción Ciudadana     | Opción Ciudadana     | Opción Ciudadana     | Opción Ciudadana     | Opción Ciudadana     | Opción Ciudadana     | CD                   | CD                   | CD                   |
| MSN                        | MSN         | MSN         |             |             |             |             | Salvación Nacional | Salvación Nacional | Salvación Nacional | Salvación Nacional | Salvación Nacional | Salvación Nacional | Salvación Nacional | Salvación Nacional | Salvación Nacional | Salvación Nacional | Salvación Nacional | Salvación Nacional |                      |                      |                      |                      |                      |                      |                      |                      |                      |                      |                      |                      |                      |                      |                      |
| Nacional Conservador       |             |             |             |             |             |             |                    |                    |                    |                    |                    |                    |                    |                    |                    |                    |                    |                    |                      |                      |                      |                      |                      |                      |                      |                      |                      |                      |                      |                      |                      |                      |                      |
|                            |             |             |             |             |             |             | ASI                | ASI                | ASI                | ASI                |                    |                    |                    |                    |                    |                    |                    |                    | Social Independiente | Social Independiente | Social Independiente | Social Independiente | Social Independiente | Social Independiente | Social Independiente | Social Independiente | Social Independiente | Social Independiente | Social Independiente | Social Independiente | Social Independiente | Social Independiente | Social Independiente |
| NAD                        |             |             |             |             |             |             |                    |                    |                    |                    |                    |                    |                    |                    |                    |                    |                    |                    |                      |                      |                      |                      |                      |                      |                      |                      |                      |                      |                      |                      |                      |                      |                      |
| Presidente de la República |             |             |             |             |             |             |                    |                    |                    |                    |                    |                    |                    |                    |                    |                    |                    |                    |                      |                      |                      |                      |                      |                      |                      |                      |                      |                      |                      |                      |                      |                      |                      |
|                            |             |             |             |             |             |             |                    |                    |                    |                    |                    |                    |                    |                    |                    |                    |                    |                    |                      |                      |                      |                      |                      |                      |                      |                      |                      |                      |                      |                      |                      |                      |                      |
| Gaviria                    | Gaviria     | Gaviria     | Samper      | Samper      | Samper      | Samper      | Pastrana           | Pastrana           | Pastrana           | Pastrana           | Uribe              | Uribe              | Uribe              | Uribe              | Uribe              | Uribe              | Uribe              | Uribe              | Santos               | Santos               | Santos               | Santos               | Santos               | Santos               | Santos               | Santos               | Santos               | Duque                | Duque                | Duque                | Petro                | Petro                | Petro                |

### Composición histórica
| - Extrema izquierda - Izquierda | - Centroizquierda - Centro | - Centroderecha - Derecha | - Extrema derecha - Otros |

| 16  | 91 | 6   | 31 | 17  |
| Izq | CI | Cen | CD | Der |

| 8   | 91 | 9   | 55 |
| Izq | CI | Cen | CD |

| 95 | 17  | 48 |
| CI | Cen | CD |

| 9   | 79 | 29  | 38 | 11  |
| Izq | CI | Cen | CD | Der |

| 9   | 47 | 92 | 18  |
| Izq | CI | CD | Der |

| 8   | 44 | 100 | 13  |
| Izq | CI | CD  | Der |

| 3  | 46 | 96 | 21  |
| Iz | CI | CD | Der |

| 5   | 45 | 76 | 36  |
| Izq | CI | CD | Der |

| 40  | 49 | 63 | 17  |
| Izq | CI | CD | Der |

## Elección
Según las disposiciones de la Constitución Política, los requisitos legales para ser representante a la Cámara de Representantes son:
- ser ciudadano en ejercicio;
- tener más de 25 años de edad en la fecha de las elecciones.

La Cámara de Representantes se elige en circunscripciones territoriales y especiales.

### Circunscripciones territoriales
Las circunscripciones territoriales corresponden a las divisiones administrativas de primer nivel:

Cada departamento y el Distrito capital de Bogotá, conformará una circunscripción territorial. Habrá dos representantes por cada circunscripción territorial y uno más por cada 365 000 habitantes o fracción mayor de 182 500 que tengan en exceso sobre los primeros 365 000.
Inciso 1, Art. 176, Constitución Política de Colombia

Debido a que el Congreso colombiano no ha avalado los resultados de los censos de 1993, 2005 y 2018, la asignación de estas circunscripciones se realiza usando los datos del Censo de 1985.

#### Circunscripciones especiales

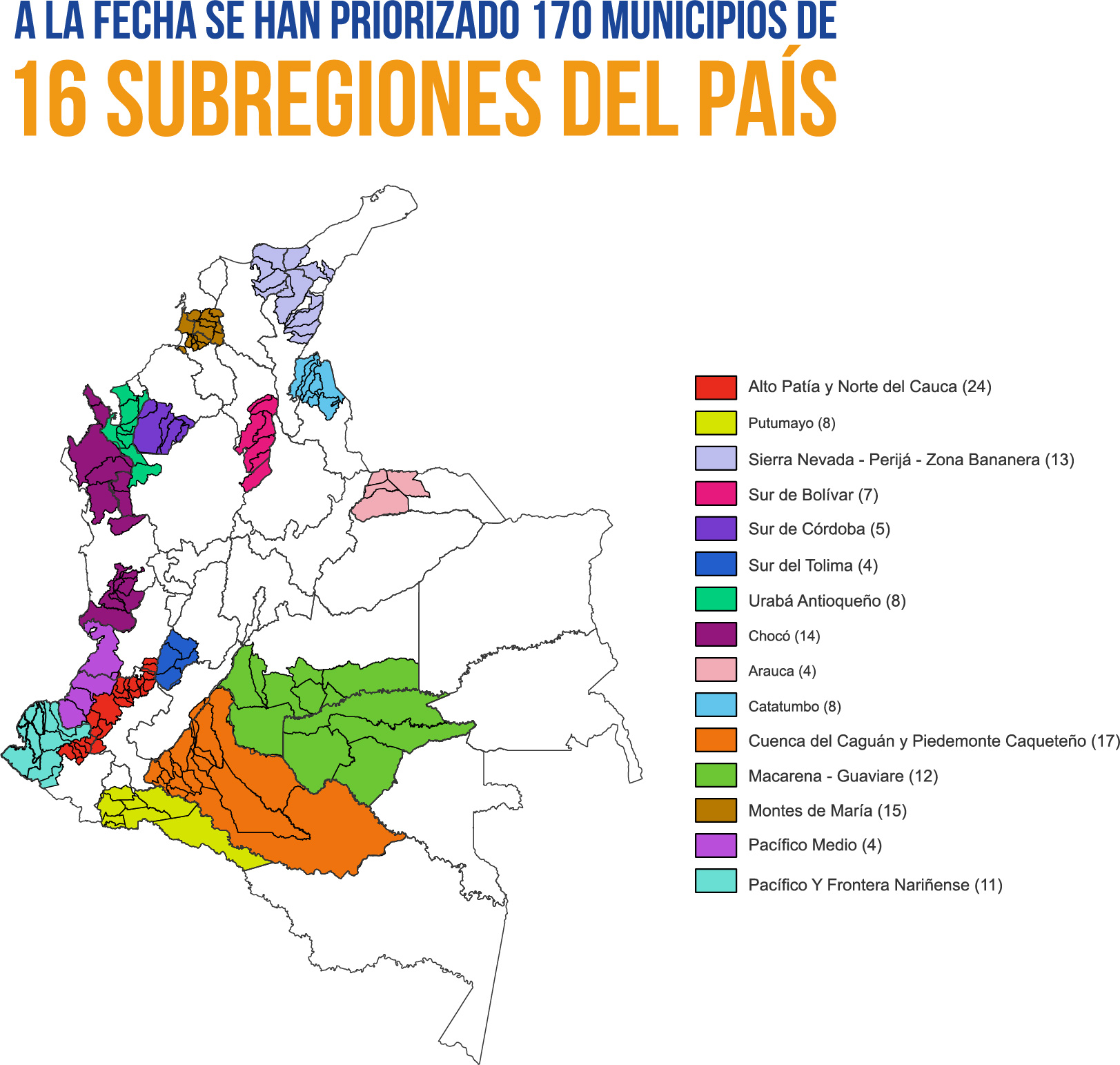
Para los periodos legislativos 2022-2026 y 2026-2030, las zonas rurales de cada Territorio PDET elegirán una curul en representación de las víctimas del conflicto armado.